# Луїджі Де Манінкор
Луїджі Де Манінкор (італ. Luigi De Manincor, 14 липня 1910 — 13 лютого 1986) — італійський яхтсмен.
Олімпійський чемпіон 1936 року в класі 8 метрів, учасник 1948 року.